# Бломберг, Сигрид
Сигрид Бломберг (швед. Sigrid Blomberg, полное имя Emma Emilia Sigrid Charlotte Blomberg; 1863—1941) — шведская скульптор, специализирующаяся на культовых работах.

## Биография
Родилась 17 октября 1863 года в городе Fliseryd лена Кальмар. Была дочерью Альфреда Бломберга (Alfred Blomberg) и его жены Шарлотты Лундквист (Charlotte Lundqvist). Сигрид выросла на ферме своего отца в Skärshult, провинция Смоланд, вместе с пятью братьями и сестрами.
Школьные годы провела в школе для девочек Nisbeth в Кальмаре. Уже в раннем возрасте она начала выполнять резьбу по дереву. Осенью 1888 года Сигрид Бломберг поступила в техникум для девушек в Стокгольме. Изначально она не собиралась становиться художницей, но однажды столкнулась с глиной, и почувствовала в себе новые творческие возможности. В возрасте 26 лет она поступила в Королевскую академию искусств, которую посещала с 1889 по 1898 год. Принимала участие в первом курсе по травлению Акселя Тальберга с 1895 по 1896 год. В период обучения в Академии несколько лет провела в Германии.
Деятельность Бломберг как скульптора начала сходить на нет, когда у неё заболели глаза. Её скульптурная карьера закончилась в 1912 году, и она после этого ещё проявила себя в качестве переплетчика. Недомогание заставило её переехать к одной из сестер в Карлстад, где она и умерла 28 января 1941 года.
Работы Сигрид Бломберг носили большей частью культовый и сакральный характер. В настоящее время их можно увидеть в Гётеборгском художественном музее, в Национальном музее Швеции в Стокгольме, а также  в Художественном музее Кальмара.